# جون ويلكينسون (صناعي)
كان جون «المجنون بالحديد» ويلكينسون (1728 – 14 يوليو 1808) صناعيًا إنجليزيًا من رواد صناعة حديد الزهر واستعمال منتجاته خلال الثورة الصناعية. اخترع آلة الثقب الدقيقة التي كان بإمكانها ثقب أسطوانات حديد الزهر، مثل ماسورة المدفع المستخدمة في المحركات البخارية لجيمس واط. سُميت آلة الثقب الخاصة به بأول آلة تشغيل. طوّر ويلكينسون جهاز نفخ للأفران اللافحة التي تتحمل درجات حرارة عالية، ما يزيد من كفاءتها.

## سيرته الذاتية

### نشأته
وُلد جون ويلكينسون في ليتل كليفتون، بريدجفوت، كومبرلاند (الآن جزء من كومبريا)، وهو الابن الأكبر لإسحاق ويلكينسون وماري جونسون. كان إسحاق حينها صانع قدور في الفرن اللافح هناك، وهو أحد أول استعمالات فحم الكوك بدلًا من الفحم النباتي، والذي كان أبراهام داربي من رواده.
تربى جون وأخوه غير الشقيق وليام، الذي كان أصغر بسبعة عشر عامًا، في عائلة انشقاقية مشيخية وتعلم في الأكاديميات المعارضة في كيندال، التي تٌدار من قبل كاليب روثرهام. تزوجت اخته ماري انشقاقيًا آخر، وهو جوزيف بريستلي، عام 1762. لعب بريستلي أيضًا دورًا في تعليم أخ جون الأصغر وليام.
تدرب جون لدى تاجر من ليفربول لمدة خمس سنوات عندما كان عمره سبعة عشر عامًا في عام 1745، ثم دخل في شراكة مع والده.
بقي جون في كيركبي لونسديل في ويستمورلاند عندما انتقل والده إلى فرن بيرشام بالقرب من ريكسهام، حيث تزوج من آن ماوديسلي في 12 يونيو 1755.

### خبير الحديد
أصبح جون ويلكينسون شريكًا منذ عام 1755 في قضية بيرشام، وشيّد عام 1757 فرنًا لافحًا في ويلي مع شركائه، بالقرب من بروسيلي في شروبشاير. بنى لاحقًا فرنًا آخر وأعمالًا في نيو ويلي. جعل منزله في بروسيلي في بيت اسمه «ذا لاونز»، والذي أصبح مقره لعدة سنوات. كان لديه منازل بجانب «ذا لاونز» والتي استُخدمت للإدارة، واسم أحدها «ذا مينت» ويستخدم لتوزيع آلاف العملات المعدنية، والتي بلغت قيمة كل منها نصف قرش. أنشأ أيضًا في شرق شروبشاير مصانع حديد في سنيدشيل، وهولينسوود، وهادلي، وهامبتون لواد. أجر هو وإدوارد بلايكواي أيضًا أرضًا لبناء مصنع آخر في مصانع برادلي في أبرشية بيلستون قرب ولفرهامبتون. أصبح معروفًا بصفته والد صناعة الحديد جنوب ستافوردشاير واسعة النطاق مع بيلستون مع بداية الريف الأسود «بلاك كنتري». سيطر على مصانع حديد بيرشام عام 1761 أيضًا. أصبحت برادلي أكبر مشاريعه وأنجحها، وكانت موقعًا للتجارب واسعة النطاق في الحصول على الفحم الخام كبديل لفحم الكوك في إنتاج حديد الزهر. اشتملت في أوجِها على عدد من الأفران اللافحة، ومصانع الطوب والفخار، ومصانع الزجاج، والطواحين المتدحرجة. بنيت قناة برمنغهام بعد ذلك بالقرب من مصانع برادلي.
أصبحت بيرشام معروفة بالصب عالي الجودة وبإنتاجها للبنادق والمدافع. كانت المدافع تُصب تاريخيًا في تجويف ثم تُثقب لإزالة العيوب، ولكن مُنح ويلكينسون براءة اختراع عام 1774 من أجل تقنية ثقب البنادق الحديدية من قطعة واحدة، عن طريق تدوير ماسورة البندقية بدلًا عن نصلة الثقب. جعلت هذه التقنية البنادق أكثر دقة وقللت من احتمالية انفجارها. بينما كانت المدافع من البرونز تُثقب من الصُلب، كان ثقب المدفع البحري الحديدي الكبير غير مألوف. أُلغيت البراءة عام 1779 (رأتها القوات البحرية احتكارًا، وسعت للإطاحة بها)، ولكن ويلكينسون بقي مُصنعًا رئيسيًا.
اشترى ويلكينسون عام 1792 عقار برايمبو هول في دنبيشير، ليس بعيدًا من بيرشام، حيث بنيت الأفران ومصانع أخرى. بعد وفاته وتدهور إمبراطورتيه الصناعية، بقيت صناعة الحديد راكدة لبضع سنوات حتى عام 1842. أصبحت مهمة مرة أخرى وتغير اسمها في النهاية ليصبح مصانع برايمبو للصلب، والتي استمرت بالعمل حتى عام 1990.

## اختراعاته

### آلة الثقب للمحركات البخارية
حاول جيمس واط الحصول على أسطوانات مثقوبة بشكل دقيق للمحركات البخارية لسنوات عدة دون أن ينجح، وأُجبر على استعمال الحديد المبروم، والذي كان شكله غير متساوٍ وسبب تسربًا وراء المكبس. اخترع جون ويلكينسون عام 1774 آلة ثقب يمتد فيها المحور الذي يحمل أداة القطع من خلال الأسطوانة وكان مدعومًا من كلا الطرفين، على عكس المثاقب الكابولية المستخدمة حينها. استطاعت هذه الآلة ثقب أسطوانة لأول محرك تجاري لبولتون وواط، ومُنحت عقدًا حصريًا لتوفير الأسطوانات. كانت التطورات في ممارسة الحفر والثقب حتى هذه الفترة تحظى بالقبول فقط ضمن تطبيقها في مجال مواسير البنادق للأسلحة النارية والمدفع؛ كان إنجاز ويلكنسون علامة فارقة في التطور التدريجي لتكنولوجيا الثقب، مع توسع مجالات تطبيقها لتشمل المحركات والمضخات والاستعمالات الصناعية.
بينما كان السوق الرئيسي للمحركات البخارية يضخ الماء إلى خارج المناجم، رأى أن لهم استعمالًا أكثر في تحريك آلة في مصانع الحديد مثل محركات النفخ، ومطارق الحدادة والطواحين المتدحرجة، وأول محرك دوار يُنصَّب في برادلي عام 1783. كان من بين اختراعاته العديدة الطاحونة المتدحرجة العكسية مع أسطوانتين بخاريتين جعلتا العملية أكثر اقتصاديةً.
استفاد جون ويلكينسون من الحصول على الأوامر للمحركات البخارية الأكثر كفاءة هذه والاستعمالات الأخرى لحديد الزهر من مالكي مناجم نحاس كورنيش. واشترى كجزء من هذه المصلحة حصصًا في ثمانية مناجم للمساعدة في توفير رأس المال.

### محرك النفخ البخاري
حصل ويلكينسون عام 1757 على براءة اختراع محرك النفخ الذي يعمل بالهايدروليك للأفران اللافحة. ربط المؤرخ جوزيف نيدهام تصميم ويلكينسون مع التصميم الذي وصفه عام 1313 عالم معادن الحكومة الصينية الإمبريالية وانغ جين في كتابه أطروحة عن الزراعة.

## الجسر الحديدي
كان جون ويلكينسون عام 1775 المحرك الرئيسي المُبادر لبناء الجسر الحديدي الرابط بين بلدة بروسيلي الصناعية آنذاك مع الجانب الآخر من نهر سيفيرن.  راسله صديقه توماس فارنولس بريتشارد بخصوص خطط للجسر. شُكلت لجنة من المشتركين، أغلبها تتكون من رجال أعمال من بروسيلي، للموافقة على استخدام الحديد بدلًا عن الخشب أو الحجر للحصول على عروض الأسعار وقانون الترخيص للبرلمان.
حافظ إقناع ويلكينسون وقيادته على تماسك المجموعة خلال المشاكل العديدة التي مروا بها في العملية البرلمانية. لو لم ينجح ويلكينسون في هذا، وحصل على تأييد البرلمانيين المؤثرين، لما بُني الجسر، أو لكان بُني من مواد أخرى. بالتالي، لم يكن اسم «الجسر الحديدي» ليُستحدث للمقاطعة في ماديلي، ولم تكن المنطقة لتُمنح مرتبة موقع التراث العالمي. اختير أبراهام داربي الثالث ليكون البنّاء بعد تحديد السعر ليكون 3,150 باوند. عندما بدأ البناء، باع ويلكينسون حصصه إلى أبراهام داربي الثالث عام 1777، تاركًا للأخير قيادة المشروع إلى نهايته الناجحة عام 1779 وافتتاحه عام 1781.
أطلق أول بارجة حديدية عام 1787، والتي بُنيت في بروسيلبي. حصل على براءة الاختراع لعدة اختراعات أخرى.